# Museo Americano de Vodevil
El Museo Americano de Vodevil fue un museo de historia y recuerdos dedicado al vodevil, ubicado en Edgewood, Nuevo México, que posteriormente trasladó su colección a la Universidad de Arizona y virtualmente.

## Historia
Fue fundado por Frank Cullen y Donald McNeilly en 1986. Publicó contenido histórico en línea, así como la revista Vaudeville Times trimestralmente desde 1998 hasta 2008. Su museo virtual incluyó una bibliografía de fuentes e índice de vodevil. La colección del museo, disponible en línea, está conformada por más de 4,321 artículos entre ellos programas de teatro, postales, partituras, revistas, programas de reproducción, fotografías y carteles, guiones escénicos y otros manuscritos, recortes y álbumes de recortes, películas y una gran colección de álbumes LP, así como algunos vestuarios de animadores y accesorios.